# 加布里埃尔·阿劳若
加布里埃尔·阿劳若（葡萄牙語：Gabriel Araújo，2002年3月16日—），巴西男子殘疾游泳运动员。他曾代表巴西参加2021年東京帕運和2024年巴黎帕運會，共获得二枚金牌和一枚银牌。